# Morgan Knabe
Morgan Knabe (Calgary, 20 de mayo de 1981) es un deportista canadiense que compitió en natación.
Ganó una medalla de bronce en el Campeonato Mundial de Natación en Piscina Corta de 1999, en la prueba de 100 m braza. Participó en dos Juegos Olímpicos de Verano, en los años 2000 y 2004, ocupando el sexto lugar en Sídney 2000, en la prueba de 100 m braza.

## Palmarés internacional
| Campeonato Mundial en Piscina Corta | Campeonato Mundial en Piscina Corta | Campeonato Mundial en Piscina Corta | Campeonato Mundial en Piscina Corta |
| Año                                 | Lugar                               | Medalla                             | Prueba                              |
| ----------------------------------- | ----------------------------------- | ----------------------------------- | ----------------------------------- |
| 1999                                | Hong Kong (China)                   | Medalla de bronce                   | 100 m braza                         |